# Цуканова, Лидия Николаевна
Лидия Николаевна Цуканова (род. 1 ноября 1945) — советская и российская актриса театра. Народная артистка Российской Федерации (1997).

## Биография
Лидия Цуканова родилась 1 ноября 1945 года в селе Никольское Тербунского района Липецкой области. В 1965 году окончила актёрское отделение Горьковского театрального училища (педагог — Н. А. Левкоев).
После окончания театрального училища работала в театрах закрытых городов: Арзамаса-16 (1965—1972) и Челябинска-65 (1972—1976). С 1976 года — артистка Кемеровского областного драматического театра им. А. В. Луначарского.
В 1993—2001 годах Лидия Цуканова возглавляла Кемеровское региональное отделение Союза театральных деятелей России. С 2005 года параллельно с работой в театре преподаёт актёрское мастерство в Кемеровском государственном институте культуры.
За свою актёрскую карьеру Лидия Цуканова сыграла более 200 ролей. Основные роли: Абби («Любовь под вязами» — О’Нил Ю.); Анна («На дне» — Горький М.); Белиса («Хитроумная влюбленная» — Вега Л.де); Бланш («Трамвай „Желание“» — Уильямс Т.); генеральша («Село Степанчиково» — Достоевский Ф. М.); Дездемона («Отелло» — Шекспир У.); Кручинина («Без вины виноватые» — Островский А. Н.); Лида («Аморальная история» — Брагинский Э., Рязанов Э.); Маргарита («Любовь дикаря» — Касона А.); Мелинда («Банк-Бан» — Катона Й.); миссис Севидж («Странная миссис Севидж» — Патрик Дж.); Наталья («Тихий Дон» — Шолохов М. А.); Селия Пичем («Трехгрошовая опера» — Брехт Б.); Филумена («Филумена Мартурано» — Филиппо Э.де); Хлестова («Горе от ума» — Грибоедов А. С.); Хуана («Чудеса пренебрежения» — Вега Л.де). Сотрудничала с режиссёрами: В. И. Анисимов, Ф. С. Берман, С. Я. Верхградский, Ф. Г. Григорян, В. В. Гришко, Б. А. Гутников, В. В. Злобин, Г. В. Иванов, А. Н. Максимов, Н. А. Мокин, Б. Н. Соловьев, С. Ю. Стеблюк, Л. А. Шалов, Ю. Б. Щербаков.

## Семья
Со своим мужем, Народным артистом России Евгением Шокиным (1944—2023), Лидия Цуканова познакомилась на вступительных экзаменах в Горьковское театральное училище. Супруги часто вместе выступали на сцене. У них есть дочь Василиса и внучка Устинья.

## Награды
- Заслуженная артистка РСФСР (1982)[4]
- Народная артистка Российской Федерации (1997)[1]
- Орден Почёта Кузбасса (2014)[1]
- Медаль «За особый вклад в развитие Кузбасса» III степени (2000)[1]
- Медаль «За особый вклад в развитие Кузбасса» II степени (2003)[1]
- Медаль «За служение Кузбассу» (2005)[1]
- Медаль «За веру и добро» (2007)[1]
- Бронзовый знак «За заслуги перед городом Кемерово» (2011)[1]
- Серебряный знак «За заслуги перед городом Кемерово» (2015)[1]
- Медаль «За любовь и верность» (2017)[1]
- Лауреат областного конкурса «Кузбасс театральный» (1990, 1992 1996)[2]
- Премия «Золотая маска» (2023)[5]